# Thomas Muster
Thomas Muster, né le 2 octobre 1967 à Leibnitz, est un joueur de tennis autrichien, professionnel de 1985 à 1999, puis de 2010 à 2011.
Reconnu comme l'un des plus grands joueurs de terre battue de tous les temps,, il a remporté quarante-quatre titres sur le circuit ATP, dont le tournoi de Roland-Garros en 1995, ainsi que huit Masters 1000, incluant un triplé à Monte Carlo en 1992, 1995 et 1996, et à Rome en 1990, 1995 et 1996. Il accède également aux demi-finales de l'Open d'Australie à deux reprises, en 1989 et 1997.
Thomas Muster achève cinq saisons dans le top dix mondial, en 1990, 1993, 1995, 1996 et 1997, et atteint son meilleur classement à la première place mondiale en février 1996.
Il détient le record de vingt-six titres dans la catégorie ATP 250 Series. Il est le troisième joueur de l'ère Open à avoir remporté le plus de titres sur terre battue, avec quarante tournois, derrière Guillermo Vilas et Rafael Nadal. Muster demeure également le seul no 1 mondial à n'avoir jamais remporté un seul match en simple à Wimbledon pendant toute sa carrière.

## Carrière

### 1984 - 1989
Il commence sa carrière professionnelle à 17 ans lors de la Coupe Davis 1984 dans un match sans enjeu où l'Autriche rencontre la Norvège et où il perd contre Tony Jonsson 0-6, 3-6. Il obtient ensuite une invitation pour Kitzbühel et passe le premier tour contre Jeff Borowiak (6-2, 6-3) puis bute sur Henri Leconte. Lors des jeux olympiques de Los Angeles il concourt dans le tournoi de démonstration de tennis réservé aux moins de 21 ans où il s'arrête face à Guy Forget au deuxième tour. Invité à l'Open de Vienne il passe de nouveau le premier tour. Il commence l'année 1985 sur le circuit secondaire au Maroc à Agadir puis dans trois tournois au Nigéria (finale à Lagos). Il joue ensuite au Challenger de Vienne et à Parioli en Italie. Il passe les qualifications de Roland-Garros où il échoue dès le premier tour mais sa carrière est lancée. Il parvient en demi-finale de l'Open de Sicile à Palerme et se console avec un titre au Challenger de Belo Horizonte au Brésil. Il remporte également ses premiers matches à enjeux lors de la Coupe Davis 1985. En 1986 il remporte le Challenger de Loipersdorf, dans son pays, ainsi que son premier tournoi ATP à Hilversum (Pays-Bas) et passe le premier tour de Roland-Garros. Il joue le premier tour à l'US Open 1986, son troisième tournoi du Grand Chelem après deux Roland-Garros. Il bat un premier joueur du top 10 Joakim Nystrom (no 9).
Il arrive au troisième tour de Roland-Garros en 1987, participe à son premier Wimbledon (1er tour) et atteint les demi à l'Open de Vienne mais ne remporte aucun nouveau titre ni même ne parvient en finale. Il rencontre un no 1 pour la première fois (Ivan Lendl) et perd. 1988 débute avec un premier tour pour sa première participation à l'Open d'Australie puis il remporte quatre titres ainsi que deux autres finales sur le circuit dont celle de Vienne chez lui et bat deux top 10 Andre Agassi no 6 et Miloslav Mečíř no 5. En 1989, il atteint les demi-finales de l'Open d'Australie à la suite du forfait de Stefan Edberg en quart. Il se qualifie ensuite pour la finale du tournoi de Key Biscayne mais est fauché par un véhicule avant cette finale où il devait rencontrer le no 1 Ivan Lendl. Gravement blessé au genou en pleine progression, son avenir tennistique s'assombrit mais sa volonté extraordinaire lui permet de revenir seulement six mois après pour la fin de saison. Le lundi suivant la finale de Key Biscayne, alors qu'il ne peut pas jouer, il entre pour la première fois dans le top 10, de la 14e à la 10e place.

### 1990 - 1994
Il remporte le tournoi d'Adélaïde pour son premier tournoi de 1990 en janvier, c'est son premier titre hors terre battue (dur). Il en gagnera un autre cinq ans plus tard sur moquette puis ses deux derniers en 1997 sur dur. Il se hisse en finale du Masters Serie de Monte-Carlo contre Andreï Chesnokov et prend sa revanche en finale du Masters Serie de Rome (il bat au passage le no 7 Andrés Gómez) et atteint les demi-finales de Roland-Garros où Gómez prend sa revanche puis remporte le tournoi contre Agassi. En septembre il manque de peu d'atteindre la finale de la Coupe Davis en battant en demi les Américains Michael Chang et Andre Agassi no 4 mondial mais son coéquipier Horst Skoff perd le dernier match après avoir eu deux sets d'avance. En novembre il termine sa saison 1990 avec une place aux Masters ATP où il ne brille pas (malgré la rencontre gagnée contre Gómez) tout comme lors de ses autres participations en 1995, 1996 (victoire sur Michael Chang no 2 mondial) et 1997. Il est aussi qualifié pour sa première Coupe du Grand Chelem (Masters de ITF) mais il perd au premier tour comme lors de ses prochaines qualifications en 1993, 1994, 1995 et 1997.
En 1991, il fait une année moyenne avec tout de même deux titres. À Roland-Garros, il perd au premier tour contre Pete Sampras 6-4, 6-4, 4-6, 1-6, 4-6. Il remporte en 1992 le Masters de Monte-Carlo et en 1993 son premier tournoi ATP à domicile à Kitzbühel ainsi que 6 autres tournois de première catégorie ATP mais il échoue de nouveau à Vienne. Il atteint les quarts de finale de l'US Open 1993. En 1994, il remporte un autre tournoi ATP à domicile Sankt Pölten et bat le no 2 mondial Michael Stich en Coupe Davis.

### 1995 - 1999
En 1995, après une série de 40 victoires consécutives sur la surface ocre, on le surnomme Muster-minator en référence au film Terminator interprété par son compatriote Arnold Schwarzenegger ; il sauve des balles de matches dans trois des tournois qu'il gagne cette année-là. Il obtient la consécration en remportant Roland-Garros. Au premier tour, il perd le premier set contre le modeste français Gérard Solvès (en), no 191, et ensuite seul Albert Costa lui prendra deux sets en quart. Il remporte douze tournois (dont 6 de suite autour de Roland-Garros) cette année-là dont trois Masters Serie (Monte-Carlo, Rome et Essen) et deux International Serie Gold. Il ne perd que deux finales, ce sera les deux à domicile Kitzbühel et Vienne qu'il ne gagnera finalement jamais. Après trois finales à Monte-Carlo il bat en finale Boris Becker avec un retour de deux sets à rien : 4-6, 5-7, 6-1, 7-66, 6-0. À Rome, il bat dans les trois derniers tours les no 5, no 6 et no 7 mondiaux. À Essen, il bat Pete Sampras, no 2 mondial.
Il devient no 1 mondial six semaines en 1996. Lors de leurs matches de barrage de la Coupe Davis 1996, l'équipe autrichienne trouvant les supporters brésiliens locaux particulièrement hostiles déclare forfait lors du double. Thomas Muster alla plaider sa cause à l'ITF pour rejouer la partie en terrain neutre mais fut débouté. Muster remporte six tournois cette année-là : il conserve ses titres de Monte-Carlo et Rome et remporte 2 International Serie Gold. Ses détracteurs lui reprochent d'obtenir ses résultats uniquement sur terre battue. Souhaitant prouver qu'il peut aussi briller sur surface rapide, il parvient en 1997 à réaliser une très belle saison sur dur. Il commence par atteindre de nouveau les demi-finales de l'Open d'Australie puis à s'imposer à Dubaï en février contre le no 2 mondial Goran Ivanišević. Quelques semaines plus tard il remporte enfin le Masters de Miami (sans rencontrer de joueurs du top 20), 8 ans après sa première finale. À Cincinnati il est stoppé en finale par Pete Sampras après une victoire en demi sur Michael Chang, no 2 mondial. Il fait une saison 1998 plutôt médiocre bien qu'il batte un no 1 mondial en exercice pour la première fois (Pete Sampras), au Masters d'Indian Wells, Jonas Björkman (no 7) d'entrée à Roland-Garros et atteint juste après la finale d'Estoril. 1999 résonne comme une tournée d'adieu, il ne joue pas de double et hormis une demi à Sydney avec une victoire sur Carlos Moyà no 5 mondial, il accumule les défaites au premier et deuxième tour. Il annonce après Roland-Garros qu'il prend des vacances et n'annoncera jamais officiellement sa retraite.

### Après carrière
Thomas Muster joue sur le circuit ATP Champions Tour depuis 2003. Il a été capitaine de l'équipe d'Autriche de Coupe Davis de 2004 à 2007. Il est désormais promoteur immobilier en Australie.

#### Retour sportif éphémère
En 2005, avec une invitation, il joue un tournoi en double à Vienne avec son compatriote Oliver Marach et perd au premier tour contre la paire espagnole Nicolás Almagro / Tommy Robredo.
Le 16 juin 2010 à près de 43 ans, il annonce son retour sur le circuit professionnel ATP en participant au tournoi Challenger de Brunswick alors qu'il a disputé son dernier match en simple chez les pros onze ans plus tôt. Il dit alors « À l'époque j'avais seulement dit que je partais en vacances, alors aujourd'hui je suis de retour de vacances ». Après 6 défaites pour 1 victoire dans 6 tournois Challenger, il se voit octroyer une wild card (étant 974e au classement ATP) pour l'Open de Vienne sur le circuit principal. Il échoue néanmoins dès le premier tour face à son compatriote lucky loser Andreas Haider-Maurer (6-2, 7-65) en 1 h 20. En novembre, il joue encore un Challenger en Autriche à Salzbourg où il perd encore contre Haider-Maurer. Il reprend en avril 2011, et participe jusqu'à novembre à quatorze tournois sur le circuit Challenger et 3 tournois du circuit principal : aux qualifications de Halle contre Sergueï Bubka, à Kitzbühel contre Philipp Kohlschreiber et l'Open de Vienne contre le jeune espoir autrichien Dominic Thiem, pour son dernier match sur le circuit ATP. Il enregistre ensuite au Challenger de Todi une première victoire en 2011, en battant Leonardo Mayer no 119 mondial. Il joue son dernier match contre l'Allemand Dennis Bloemke à Salzbourg.

#### Carrière d'entraîneur
Le 9 janvier 2020, Thomas Muster rejoint l'équipe de Dominic Thiem en tant que conseiller pour la saison 2020. Thiem annonce la fin de cette collaboration dès le 25 janvier 2020.

## Style de jeu

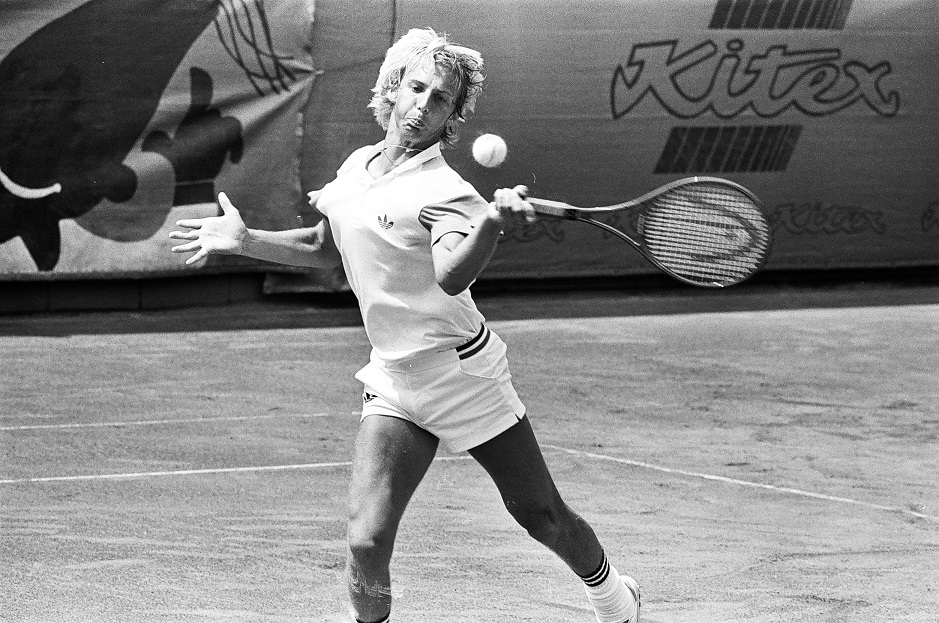
Th. Muster au tournoi de tennis de Kitzbühel.

L'Autrichien est un spécialiste de la terre battue. Son coup droit est son meilleur coup, surtout quand il est lifté. Il affectionnait les longues diagonales pour s'ouvrir le court et épuiser ses adversaires. Son revers s'est amélioré au fil des années, et il pouvait tout à fait réaliser des revers en passing ou pour finir le point. Plutôt joueur de fond de court, Muster avait également un bon toucher de balle pouvant réaliser des amorties gagnantes, notamment côté revers et avait également une très bonne main au filet.

## Parcours dans les tournois duGrand Chelem

### En simple
| Année | Open d'Australie | Open d'Australie | Internationaux de France | Internationaux de France | Wimbledon       | Wimbledon   | US Open         | US Open     | Open d'Australie | Open d'Australie |
| ----- | ---------------- | ---------------- | ------------------------ | ------------------------ | --------------- | ----------- | --------------- | ----------- | ---------------- | ---------------- |
| 1985  | n.o.             | n.o.             | 1er tour (1/64)          | B. Taróczy               | —               | —           | —               | —           | —                | —                |
| 1986  | n.o.             | n.o.             | 2e tour (1/32)           | G. Forget                | —               | —           | 1er tour (1/64) | K. Curren   | n.o.             | n.o.             |
| 1987  | —                | —                | 3e tour (1/16)           | M. Jaite                 | 1er tour (1/64) | G. Forget   | 3e tour (1/16)  | A. Gómez    | n.o.             | n.o.             |
| 1988  | 1er tour (1/64)  | P. Cash          | 3e tour (1/16)           | Bo. Becker               | —               | —           | 1er tour (1/64) | M. Pernfors | n.o.             | n.o.             |
| 1989  | 1/2 finale       | I. Lendl         | —                        | —                        | —               | —           | —               | —           | n.o.             | n.o.             |
| 1990  | 3e tour (1/16)   | S. Youl          | 1/2 finale               | A. Gómez                 | —               | —           | 1/8 de finale   | P. Sampras  | n.o.             | n.o.             |
| 1991  | —                | —                | 1er tour (1/64)          | P. Sampras               | —               | —           | —               | —           | n.o.             | n.o.             |
| 1992  | 3e tour (1/16)   | J. Courier       | 2e tour (1/32)           | J. Courier               | 1er tour (1/64) | G. Stafford | —               | —           | n.o.             | n.o.             |
| 1993  | 2e tour (1/32)   | B. Steven        | 1/8 de finale            | J. Courier               | 1er tour (1/64) | O. Delaitre | 1/4 de finale   | A. Volkov   | n.o.             | n.o.             |
| 1994  | 1/4 de finale    | S. Edberg        | 3e tour (1/16)           | P. Rafter                | 1er tour (1/64) | A. Mronz    | 1/4 de finale   | A. Agassi   | n.o.             | n.o.             |
| 1995  | 3e tour (1/16)   | J. Eltingh       | Victoire                 | M. Chang                 | —               | —           | 1/8 de finale   | J. Courier  | n.o.             | n.o.             |
| 1996  | 1/8 de finale    | M. Tillström     | 1/8 de finale            | M. Stich                 | —               | —           | 1/4 de finale   | A. Agassi   | n.o.             | n.o.             |
| 1997  | 1/2 finale       | P. Sampras       | 3e tour (1/16)           | G. Kuerten               | —               | —           | 1er tour (1/64) | T. Henman   | n.o.             | n.o.             |
| 1998  | 1er tour (1/64)  | J. Apell         | 1/4 de finale            | F. Mantilla              | —               | —           | 3e tour (1/16)  | M. Safin    | n.o.             | n.o.             |
| 1999  | 1er tour (1/64)  | S. Schalken      | 1er tour (1/64)          | N. Lapentti              | —               | —           | —               | —           | n.o.             | n.o.             |

N.B. : à droite du résultat se trouve le nom de l'ultime adversaire.

### En double
| Année | Open d'Australie              | Open d'Australie             | Internationaux de France | Internationaux de France | Wimbledon | Wimbledon | US Open                      | US Open                 |
| ----- | ----------------------------- | ---------------------------- | ------------------------ | ------------------------ | --------- | --------- | ---------------------------- | ----------------------- |
| 1986  | n.o.                          | n.o.                         | —                        | —                        | —         | —         | 2e tour (1/16) A. Antonitsch | A. Gómez S. Živojinović |
| 1987  | —                             | —                            | —                        | —                        | —         | —         | —                            | —                       |
| 1988  | —                             | —                            | —                        | —                        | —         | —         | 1er tour (1/32) H. Skoff     | K. Curren D. Pate       |
| 1989  | 1er tour (1/32) C. Suk        | B. Dyke T. Nijssen           | —                        | —                        | —         | —         | —                            | —                       |
| 1990  | 1er tour (1/32) A. Antonitsch | C. van Rensburg M. Woodforde | —                        | —                        | —         | —         | —                            | —                       |

N.B. : le nom du ou de la partenaire se trouve sous le résultat ; le nom des ultimes adversaires se trouve à droite.

## Parcours dans lesMasters 1000
| Année | Indian Wells             | Miami                | Monte-Carlo             | Rome                      | Hambourg                  | Canada                   | Cincinnati            | Stockholm puis Essen puis Stuttgart | Paris                    |
| ----- | ------------------------ | -------------------- | ----------------------- | ------------------------- | ------------------------- | ------------------------ | --------------------- | ----------------------------------- | ------------------------ |
| 1990  | —                        | —                    | Finale A. Chesnokov     | Victoire A. Chesnokov     | —                         | —                        | —                     | —                                   | —                        |
| 1991  | 2e tour S. Davis         | —                    | 1er tour V. Paloheimo   | 1/8 de finale G. Prpić    | 1er tour H. Skoff         | —                        | —                     | —                                   | —                        |
| 1992  | —                        | —                    | Victoire A. Krickstein  | 1er tour J. Courier       | 2e tour P. Haarhuis       | —                        | —                     | 1/8 de finale P. Sampras            | 1er tour J. Hlasek       |
| 1993  | 1/8 de finale P. Korda   | 3e tour G. Raoux     | 1/2 finale S. Bruguera  | 2e tour M. Rosset         | 1/8 de finale M. Stich    | —                        | —                     | —                                   | —                        |
| 1994  | 1/4 de finale P. Sampras | —                    | 1/4 de finale S. Edberg | 1/8 de finale A. Gaudenzi | 1/8 de finale R. Krajicek | —                        | 1er tour M. Woodforde | 2e tour A. Boetsch                  | 2e tour M. Larsson       |
| 1995  | 1/4 de finale S. Edberg  | —                    | Victoire Bo. Becker     | Victoire S. Bruguera      | —                         | —                        | —                     | Victoire M. Washington              | 2e tour G. Forget        |
| 1996  | 2e tour A. Voinea        | 2e tour N. Pereira   | Victoire A. Costa       | Victoire R. Krajicek      | —                         | 2e tour D. Nestor        | 1/2 finale A. Agassi  | 2e tour M. Woodforde                | 2e tour S. Edberg        |
| 1997  | 1/2 finale M. Chang      | Victoire S. Bruguera | 2e tour F. Santoro      | 2e tour S. Draper         | 1/8 de finale H. Arazi    | 1/8 de finale F. Santoro | Finale P. Sampras     | 2e tour P. Haarhuis                 | 1/4 de finale P. Sampras |
| 1998  | 1/2 finale G. Rusedski   | —                    | 1er tour C. Moyà        | 1/8 de finale M. Ríos     | 1/4 de finale K. Kučera   | —                        | 2e tour T. Martin     | —                                   | —                        |
| 1999  | 1er tour G. Kuerten      | —                    | 2e tour K. Alami        | 1er tour M. Chang         | —                         | —                        | —                     | —                                   | —                        |

N.B. : sous le résultat se trouve le nom de l’ultime adversaire.

## Classement ATP en fin de saison
| Saison | 1984 | 1985 | 1986 | 1987 | 1988 | 1989 | 1990 | 1991 | 1992 | 1993 | 1994 | 1995 | 1996 | 1997 | 1998 | 1999 |
| ------ | ---- | ---- | ---- | ---- | ---- | ---- | ---- | ---- | ---- | ---- | ---- | ---- | ---- | ---- | ---- | ---- |
| Rang   | 311  | 98   | 47   | 56   | 16   | 21   | 7    | 35   | 18   | 9    | 16   | 3    | 5    | 9    | 25   | 189  |